# Сентер Тауншип (округ Перрі, Пенсільванія)
Сентер Тауншип (англ. Centre Township) — селище (англ. township) в США, в окрузі Перрі штату Пенсільванія. Населення — 2529 осіб (2020).

## Демографія
Згідно з переписом 2010 року, у селищі мешкала 2491 особа в 916 домогосподарствах у складі 707 родин. Було 1018 помешкань
Расовий склад населення:
| - 98,1 % — білих - 0,7 % — чорних або афроамериканців - 0,3 % — корінних американців - 0,2 % — азіатів |

До двох чи більше рас належало 0,4 %. Частка іспаномовних становила 1,3 % від усіх жителів.
За віковим діапазоном населення розподілялося таким чином: 21,1 % — особи молодші 18 років, 66,9 % — особи у віці 18—64 років, 12,0 % — особи у віці 65 років та старші. Медіана віку мешканця становила 42,0 року. На 100 осіб жіночої статі у селищі припадало 111,8 чоловіків;  на 100 жінок у віці від 18 років та старших — 113,7 чоловіків також старших 18 років.
Середній дохід на одне домашнє господарство  становив 70 251 долар США (медіана — 62 390), а середній дохід на одну сім'ю — 73 175 доларів (медіана — 66 313). Медіана доходів становила 46 086 доларів для чоловіків та 35 819 доларів для жінок. За межею бідності перебувало 7,2 % осіб, у тому числі 12,0 % дітей у віці до 18 років та 1,3 % осіб у віці 65 років та старших.
Цивільне працевлаштоване населення становило 1292 особи. Основні галузі зайнятості: освіта, охорона здоров'я та соціальна допомога — 21,5 %, транспорт — 11,8 %, роздрібна торгівля — 9,8 %, публічна адміністрація — 9,4 %.